# Andrei Drygin
Andrei Sergejewitsch Drygin (russisch Андрей Сергеевич Дрыгин, englisch Andrey Drygin; * 12. Juni 1977 in Krasnojarsk, Sowjetunion) ist ein russisch-tadschikischer Skirennläufer. Er war 2002, 2006 und 2010 der einzige Sportler Tadschikistans bei den Olympischen Winterspielen.

## Karriere
Drygin nahm bis zur Saison 1999/2000 ausschließlich an FIS-Rennen und nationalen Meisterschaften in Russland teil. Neben einigen Top-10-Platzierungen in FIS-Rennen war sein größter Erfolg in dieser Zeit der Gewinn der russischen Abfahrtsmeisterschaft im März 2000. Im Winter 2000/01 startete er erstmals in stärker besetzten FIS-Wettkämpfen außerhalb seines Heimatlandes, erreichte dabei aber nicht die Ergebnisse, die er in Russland erzielte.
In der Saison 2001/02 wechselte Drygin zum tadschikischen Verband. Im Februar 2002 war er bei der ersten Teilnahme Tadschikistans an Olympischen Winterspielen der einzige Sportler dieses Landes. Er startete in Salt Lake City im Super-G und im Riesenslalom, schied aber in beiden Wettbewerben aus. Am 27. Oktober 2002 gab Drygin in Sölden sein Debüt im Weltcup. Hier erreichte er im ersten Durchgang aber nur den 71. und zugleich letzten Platz und scheiterte damit an der Qualifikation für den zweiten Lauf. In den nächsten Jahren nahm Drygin vorwiegend an FIS-Rennen teil, bis er im Januar 2006 seine nächsten Weltcuprennen bestritt. Nach zwei Ausfällen im Super-G und im Slalom von Kitzbühel gelang ihm am 28. Jänner mit dem 42. und gleichzeitig letzten Platz in der Abfahrt von Garmisch-Partenkirchen das erste zählbare Ergebnis. Am nächsten Tag klassierte er sich als Letzter des Super-Gs auf Rang 53. Dies war sein bisher letztes Weltcuprennen.
Bei den Olympischen Winterspielen 2006 in Turin war Drygin erneut der einzige Teilnehmer Tadschikistans. Er belegte im Super-G und in der Abfahrt jeweils Platz 51, schied aber im Riesenslalom aus. In den nächsten Jahren startete Drygin wieder in FIS-Rennen und feierte am 23. März 2009 im Super-G von Scheregesch seinen ersten Sieg. Im Januar 2010 bestritt er seine ersten vier Europacuprennen am Patscherkofel und in Les Orres. Sein bestes Ergebnis war der 73. Platz im Super-G von Les Orres, in den anderen drei Rennen kam er nur als Letzter ins Ziel. Im Februar 2010 nahm Drygin zum dritten Mal an Olympischen Winterspielen teil und war wieder der einzige Aktive seines Landes. Er erzielte als Vorletzter bzw. Letzter den 44. Platz im Super-G und den 59. Rang in der Abfahrt. Im Riesenslalom ließ er als 57. mehr als 20 Rennläufer hinter sich.
In den darauffolgenden Jahren startete Drygin noch vereinzelt bei FIS-Rennen in Russland, zuletzt sollte er am 15. Januar 2014 in Notre-Dame-de-Bellecombe bei einem FIS-Slalom starten, trat jedoch nicht an. Danach ist er nicht mehr als Rennläufer in Erscheinung getreten.

## Sportliche Bilanz

### Olympische Winterspiele
- Salt Lake City 2002: ausgeschieden im Riesenslalom und im Super-G
- Turin 2006: 51. Super-G, 51. Abfahrt, ausgeschieden im Riesenslalom
- Vancouver 2010: 44. Super-G, 57. Riesenslalom, 59. Abfahrt, ausgeschieden im Slalom

### Universiade
- Tarvisio 2003: 14. Abfahrt, 35. Super-G, DNF Riesenslalom, DNS Slalom

### Weitere Erfolge
- Russischer Meister in der Abfahrt 2000
- 11 Podestplätze bei FIS-Rennen, davon ein Sieg